# غلامحسین محمدنیا
غلامحسین محمدنیا عضو سابق تیم مذاکره کننده هسته‌ای است و از اوت ۲۰۱۶ تا اکتبر ۲۰۱۸ سفیر ایران در آلبانی بود. او در دسامبر ۲۰۱۸ به دلیل «لطمه زدن به امنیت ملی» آلبانی از این کشور اخراج شد.
برخی گزارشهای مطبوعاتی اخراج او را در ارتباط با یک عملیات ناموفق تروریستی در سال ۲۰۱۶ علیه تیم ملی فوتبال اسرائیل در تیرانا می‌دانند در حالی که برخی دیگر آن را به افزایش تنش میان ایران و آلبانی پس از پذیرفتن حدود ۳۰۰۰ عضو یک گروه تبعیدی ایرانی توسط تیرانا در سال ۲۰۱۶ ربط می‌دهند.
۲۵ مارس ۲۰۲۵ وزارت خزانه‌داری آمریکا، غلامحسین محمدنیا و دو مقام اطلاعاتی جمهوری اسلامی را به اتهام دست داشتن در ربودن و مرگ رابرت لوینسون، مامور سابق اف‌بی‌آی تحریم کرد. دارایی وی که تحت حوزه صلاحیت قضایی آمریکا باشد، مسدود خواهد شد و آمریکایی‌ها از هرگونه معامله با این مقامات وزارت اطلاعات منع می‌شوند. هرگونه همکاری افراد یا نهاد‌های خارجی با این افراد باعث قرار گرفتن در فهرست سیاه آمریکا می‌شود.